# Jean Remi De Mol
Jean Remi De Mol (Ukkel, 12 maart  1816 – Brussel, 11 juni 1897) was een Belgisch musicus en ook (bescheiden) componist.
Hij werd geboren binnen het gezin van bierhandelaar Pierre De Mol en Marie Anne van Cauwelaert. Broer Pierre De Mol was muziekpedagoog. Jean Remi is een aantal keren getrouwd geweest. Zijn zoons François Marie De Mol, Willem De Mol, Joost De Mol en François Xavier Marie De Mol gingen eveneens de muziek is. Kleindochter Josephine Marie Jeanne De Mol (via Willem) was eveneens musicus.
Jean Remi (artiste musicien) was muziekleraar in Brussel; hij gaf les aan onder andere August De Boeck Hij was vooral zanger met een baritonstem, maar bespeelde ook de contrabas. In 1863 werd hij blind en verloor daarna zijn 2e vrouw. Willem De Mol moest hem toen financieel ondersteunen.
Van zijn hand verschenen Kent gij het land? en Het vaderlandsch lied.
Jean-Remi Demol was 3 maal gehuwd: Marguerite Joséphine Antoinette Kevels (1812-1852); Jeanne Van Daele (1827-1864); Jeanne Meeus.